# Double face

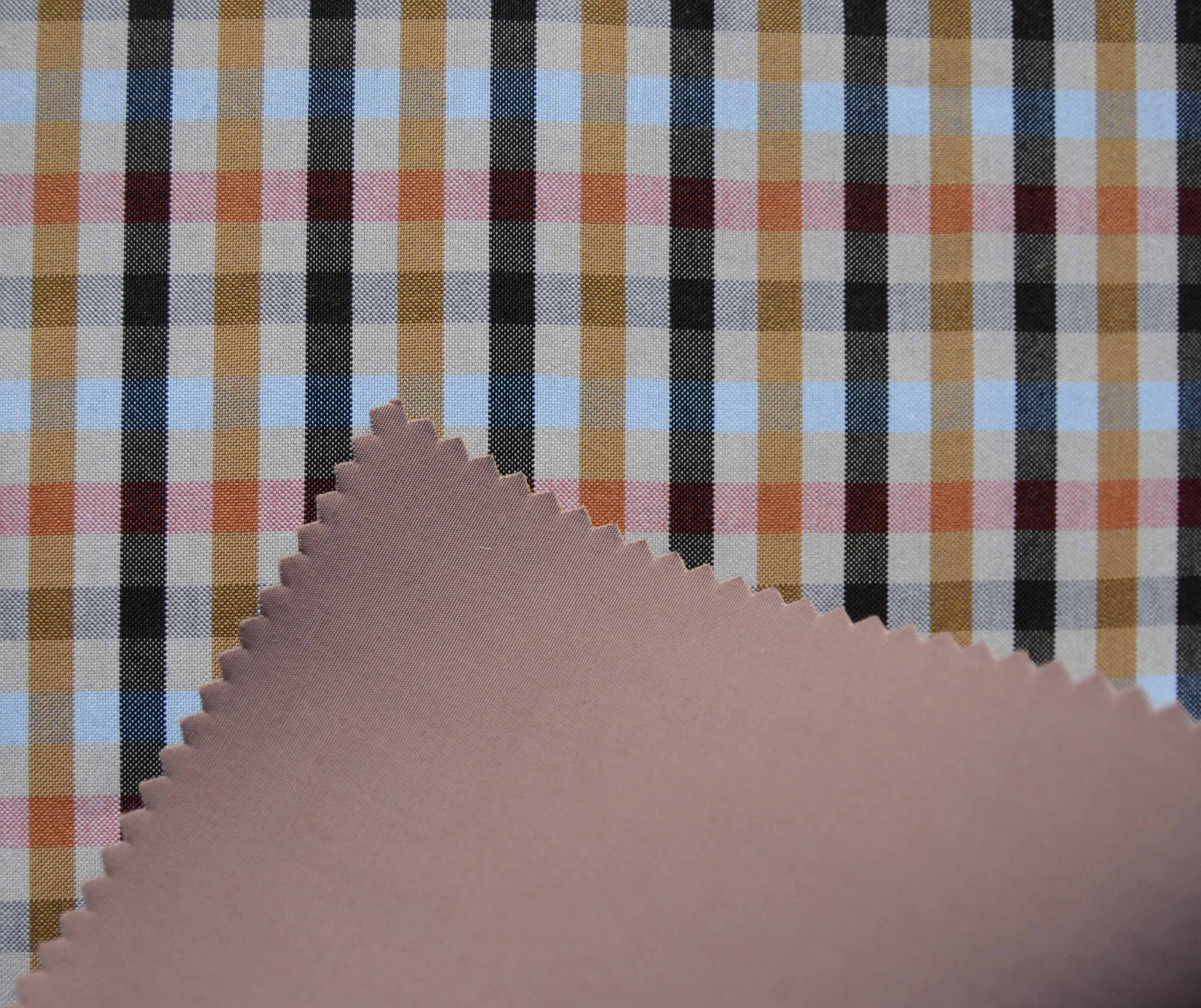
Double face

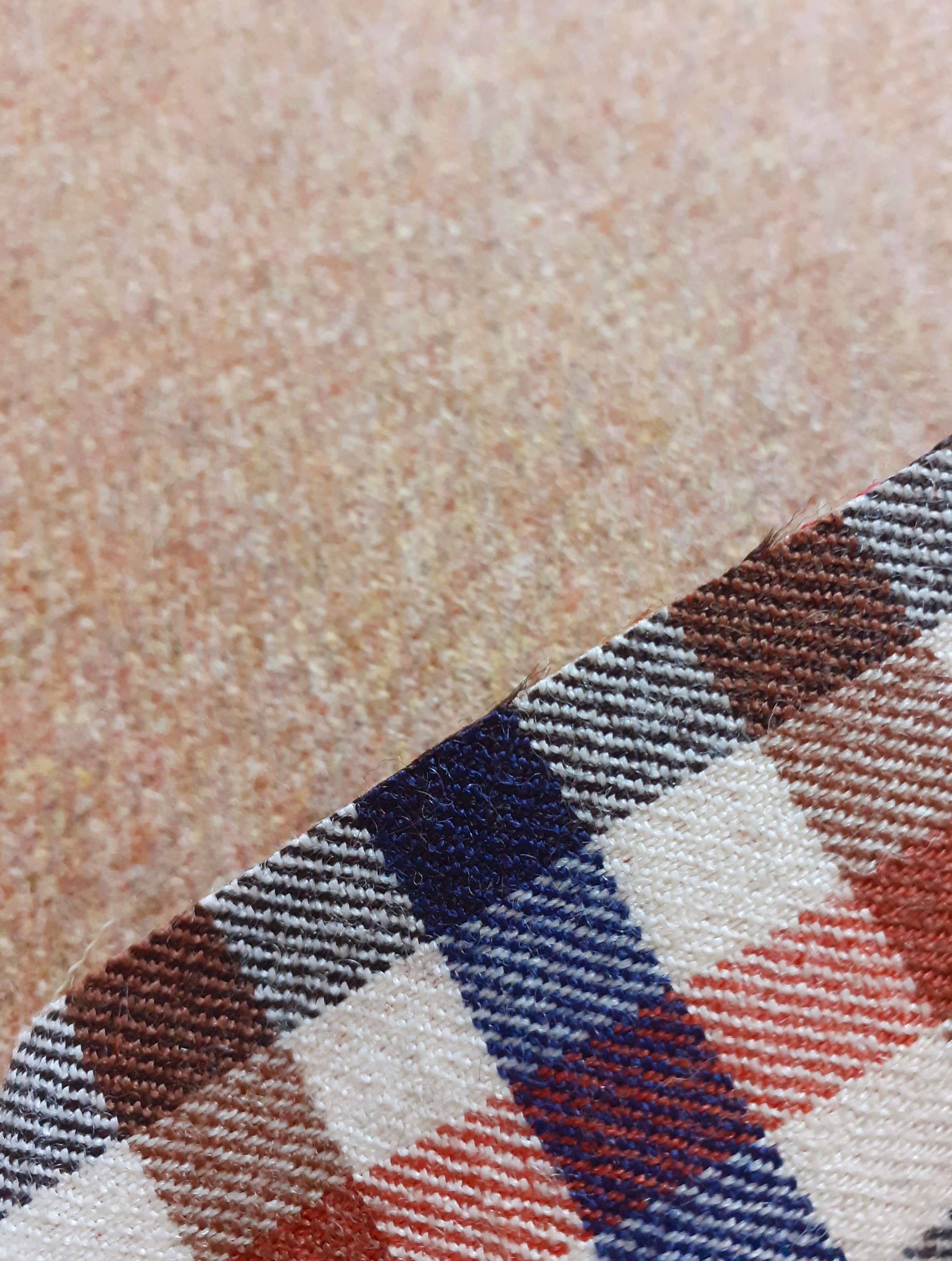
Double face

Il double face (in italiano "a doppia faccia") è un tessuto caratterizzato da assenza di rovescio e con differente aspetto su ciascun lato, in modo da poter essere utilizzato indifferentemente nei due sensi.
Il termine definisce i tessuti che presentano un doppio ordito e una sola trama, oppure due trame e un solo ordito. Sono inclusi in questa tipologia i lampassi e lampassini.
Il C.I.E.T.A. ammette una definizione più ampia estendendo il termine a tessuti i cui lati possono differire per contrapposizione di armatura, per alterazione di colore o fibre. Questo tessuto viene utilizzato per confezionare capi sfoderati.

## Storia
Il double face trova consacrazione con Mila Schön negli anni '60, quando venne invitata da Giovanni Battista Giorgini, nella sala bianca di Palazzo Pitti a Firenze a presentare la sua collezione. Ebbe molto successo, con questa nuova tecnica e successivamente realizzò intere collezioni di abiti, soprabiti e tailleur, rifiniti sia all'interno sia all'esterno, con particolari cuciture all'inglese, in modo da consentire la completa reversibilità del capo. Mila Schön dichiarava:
(Mila Schön)
Mila Schön con questa tecnica, caratterizza un aspetto della raffinata eleganza della nascita del Made in Italy. Il tessuto doppio apribile è tuttora utilizzato connettendo la tradizione classica trasferita alla modernità, magari diversificando le due facce con finissaggi differenti.

## Struttura
La tecnologia è adatta alla realizzazione di tessuti per cravatta, con filati in seta a titolo particolarmente sottile, concepiti con due facce diverse per essere girate a piacimento al cambiare del proprio umore, ma anche della circostanza d'uso durante la giornata. Ben si adatta anche alla camiceria da uomo realizzando tessuti a due orditi, che hanno una fantasia “portante” da un lato e una “accessoria” dall'altro, di complemento. Quest'ultima, appare come dettaglio sul capo ad esempio sulle maniche o sul colletto. È possibile trovare tessuti con quattro ordini dei fili che formano un unico tessuto doppio, dove il dritto e il rovescio si scambiano le parti, secondo un identico disegno a colori alternati e opposti. I due strati vengono tenuti insieme strettamente legati con varie tecniche di intreccio in cui le armature possono essere identiche o diverse, compatibili tra loro. Un altro metodo, a cinque o più ordini di fili, definisce due superfici distinte e completamente autonome, legate insieme da un quinto elemento comune che funge da legatura di ordito o di trama, ognuna delle quali può essere considerata il dritto della stoffa.